# Водиці (Словенія)
Водиці (словен. Vodice) — поселення в общині Водиці, Осреднєсловенський регіон, Словенія.
Висота над рівнем моря: 339,2 м.